# ۷۹۹ (خورشیدی)
۷۹۹ هفتصد و نود و نهمین سال هجری خورشیدی است.